# Большие Лызи 1 часть
Большие Лызи 1 часть  — деревня в Балтасинском районе Татарстана. Входит в состав Малолызинского сельского поселения.

## География
Находится в северо-западной части Татарстана у северо-западной окраины районного центра поселка Балтаси.

## История
Основана в период Казанского ханства удмуртами. Во второй половине XVII века подселились русские. В 1730—1740-е годы удмурты, не пожелавшие креститься, выселились в Нижнюю Ушму.

## Население
Постоянных жителей было: в 1782—154 души мужского пола, в 1859—296, в 1897—487, в 1908—509, в 1920—535, в 1926—556, в 1938—324, в 1949—258, в 1958—215, в 1970—217, в 1979—119, в 1989—168, в 2002 году 233 (удмурты 48 %, русские 41 %), в 2010 году 249.